# Douăzeci și cinci de bani (monedă românească)
Douăzeci și cinci de bani a fost o unitate monetară egală cu douăzeci și cinci de sutimi din leul românesc.

## Istorie

### 25 bani 1921
Prima monedă de 25 de bani a fost emisă în 1921, iar fabricarea acesteia, împreună cu cea a monedelor de 50 bani, a fost reglementată prin Legea pentru autorizarea Ministerului Finanțelor de a pune în circulație monede metalice de 50 și 25 bani în valoare de 20.000.000 lei din 30 august 1920.
 

Aceste monede au fost destinate pentru a înlocui bancnotele de 25 și 50 bani, emise de Banca Generală Română în timpul Primului Război Mondial.

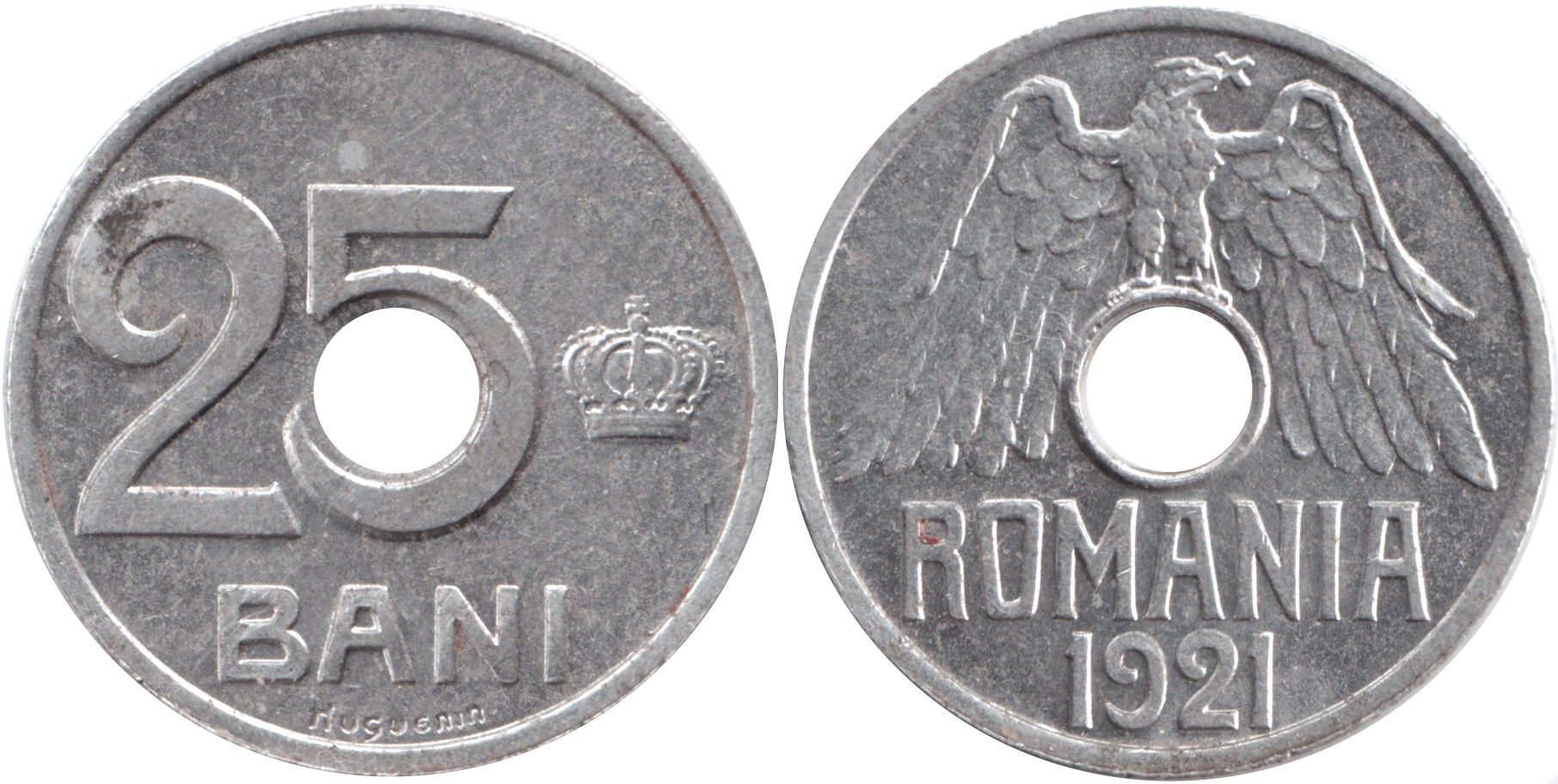
Monedă de 25 de bani din 1921

Moneda avea un diametru de 19 mm, o greutate de 0,896 g și o grosime de 1 mmși a fost fabricată dintr-un aliaj ușor, menționat în presa vremii sub denumirea de „thuna” sau „thounne”. Conform unui articol publicat în epocă, analiza efectuată la recepția monedelor de către Institutul pentru încercarea materialelor al Școlii Politehnice din București a stabilit următoarea compoziție a aliajelor folosite la moneda de 50 bani: 94,30% aluminiu, 3,41% zinc, 0,63% cupru, 0,64% siliciu, 0,72% fier și 0,30% materii nedozate. Central, moneda prezenta un orificiu care avea 4 mm sau 4,5 mm in funcție de piesă. Pe avers se găsea vulturul din stema României, cu o cruce creștină în cioc, așezat deasupra orificiului, iar numele țării, ROMANIA, și anul emisiunii, 1921, se aflau dedesubt. Pe revers se găsea valoarea nominală, cu cifra 5 din 25 în jurul orificiului. Coroana României era plasată în dreapta orificiului. Textul HUGUENIN se găsea în partea inferioară a reversului, reprezentând monetăria Huguenin Frères & Co. din Le Locle, Elveția, unde acestea au fost realizate într-un tiraj de 30 de milioane de exemplare. Primele vagoane cu cele două tipuri de monede au fost livrate începând din septembrie 1921 și până în primele luni ale anului 1922, iar moneda de 25 bani a fost pusă în circulație la 1 martie 1922.
Moneda a fost primită cu ironie de o parte a presei vremii. Un articol publicat la scurt timp după punerea acesteia în circulație critica inutilitatea monedei în contextul inflației și al scăderii puterii de cumpărare, sugerând că valoarea nominală era prea mică pentru a avea o utilitate reală în tranzacțiile zilnice. Autorul ironiza guvernul pentru tentativa de a oferi „iluzia ieftinirii vieții” și considera că noua piesă nu era decât o „glumă bizară”, emisă mai degrabă pentru a facilita unele socoteli, înțelegeri sau aranjamente financiare moștenite de la guvernul precedent, și nu dintr-o reală nevoie a populației.
Acesta remarca faptul că, în afară de achiziționarea de chibrituri sau utilizarea la ghișeele poștale, moneda nu avea practic nicio aplicabilitate. În final, articolul făcea o aluzie sarcastică la posibilitatea ca aceste „microscopice sume” să poată fi folosite, cel mult, pentru plata așa-numitelor „salarii de odihnă” – o expresie ironică pentru salariile compensatorii ce urmau să fie plătite celor 115.000 de funcționari care urmau să fie disponibilizați în cadrul unui plan de reducere a cheltuielilor statului.
La începutul anului 1922, la scurt timp după introducerea monedelor, presa relata deja lipsa acestora de pe piață, cauzată de tezaurizarea de către populație. Între 1923 și 1924, atât moneda de 50 bani, cât și cea de 25 bani erau deja considerate dispărute din circulație. Printre cauzele menționate se numărau lipsa de utilitate practică, refuzul acceptării de către comercianți sau de către public — uneori din lipsă de încredere, alteori din convingerea eronată că ar fi fost retrase din circulație, la fel ca alte monede subdivizionare mai vechi, emise înainte de Primul Război Mondial. De asemenea, o parte a populației le păstra pentru a fi folosite drept jetoane în jocuri de noroc sau ca mărci pentru consumații în localuri publice.
În 1926, presa relata dispariția din circulație a monedelor de 25 și 50 bani din aluminiu, cauzată de retragerea acestora de către persoane care le topeau pentru a fabrica penițe, valorificând astfel diferența dintre valoarea nominală a monedelor și prețul produselor obținute; spre exemplu, dintr-o monedă de 50 bani se puteau obține patru penițe, fiecare vândută cu un leu. În urma acestor practici, autoritățile au fost nevoite să intervină și să ia măsuri pentru a stopa fenomenul.
Retragerea de jure din circulație a acestor monede nu este documentată. La 12 octombrie 1941, monedele de 25 și 50 bani erau încă menționate printre însemnele monetare aflate legal în circulație; totuși, în contextul inflației și al apariției monedelor cu valori nominale mult mai ridicate, este foarte probabil că erau dispărute din circulația efectivă de mult timp.

### 25 bani 1952-1955

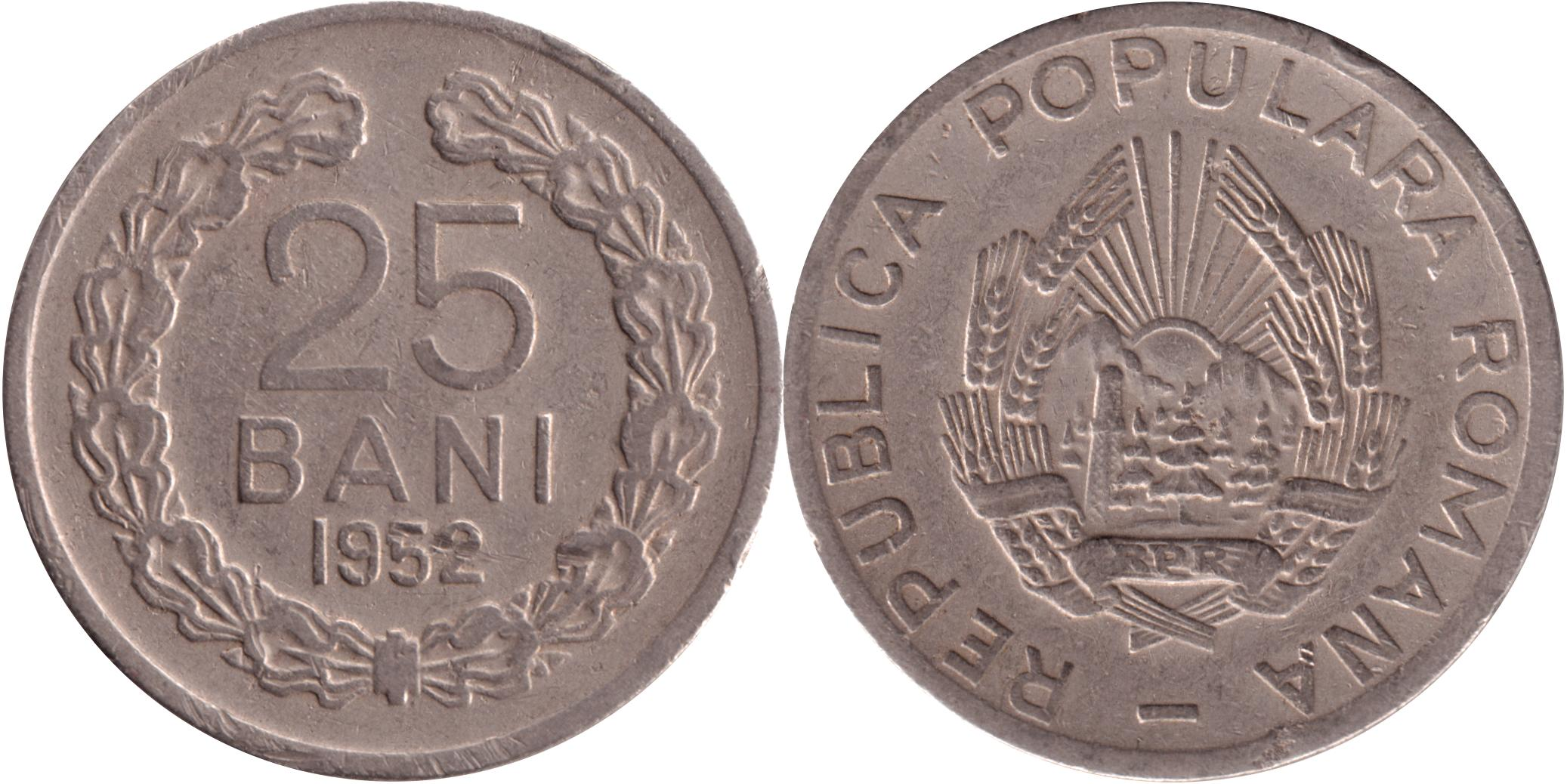
Monedă de 25 de bani din 1952

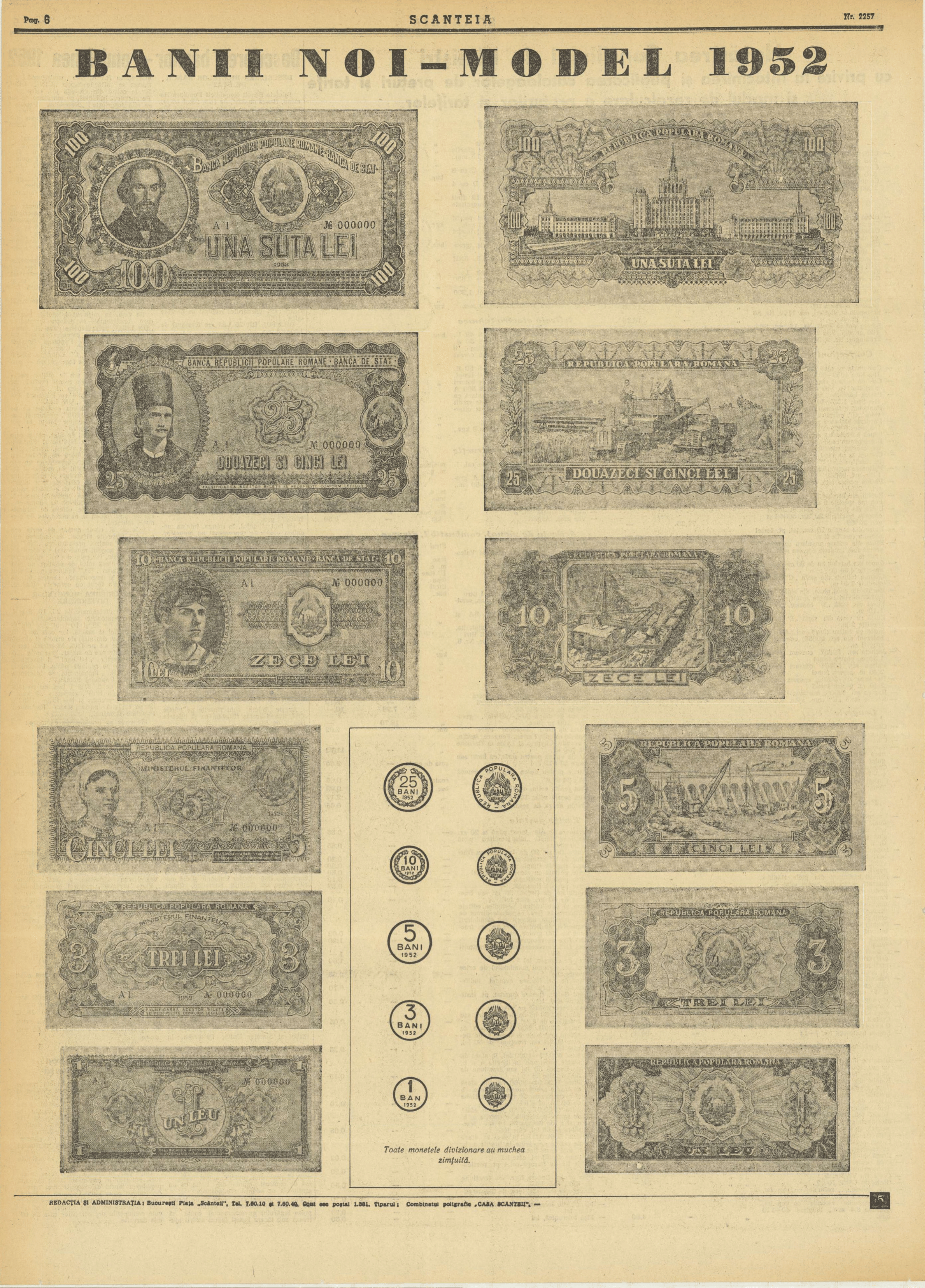
Banii noi, model 1952, Scanteia, 1952-01-27, nr. 2257, p. 5

Valoarea nominală a fost reintrodusă în timpul regimului comunist, în 1952. Noua monedă avea un diametru de 22 mm, grosime de 1,25 mm și cântărea 3,6 g. Era compusă din 80% cupru și 20% nichel. Aversul prezenta stema comunistă a României înconjurată de inscripția REPUBLICA POPULARA ROMANA. Reversul avea denumirea și anul în caractere simple într-o coroană de stejar. Moneda a fost bătută la Moscova, în Rusia Sovietică, și au fost emise 43,6 milioane în 1952.
În anul următor, o stea a fost plasată deasupra stemei, conform articolulului 102 din Constituția Republicii Populare Romîne din 1952, iar realizarea acestora s-a făcut București, unde s-au produs 1,1 milioane de bucăți în 1953 și 11,6 milioane de bucăți în 1954.
Pe monedele bătute în 1955 inscripția folosea cuvântul ROMINA în loc de ROMANA, conform noilor norme ortografice din 1953. În ciuda accentului circumflex de pe „I” din „ROMINA”, conform noilor norme ortografice din 1953, inscripția era inexactă, deoarece literei „A” din „POPULARA” și „ROMINA” îi lipsea semnul diacritic breve. Tirajul pentru 1955 a fost de 16.700.000 de bucăți.

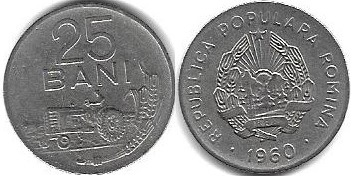
Monedă de 25 de bani din 1960

### 25 bani 1960
În 1960 a fost emisă o nouă monedă de douăzeci și cinci de bani. Aceasta avea 22 mm în diametru, 3,4 grame în greutate, 1,3 mm în grosime, muchia netedă și a fost realizată din 95% oțel placat cu 5% nichel.
Moneda prezenta pe avers stema comunistă a României, numele țării, REPUBLICA POPULARA ROMINA și anul emiterii, 1960, iar pe revers era inscripționată valoarea nominală, 25 BANI, deasupra unui tractor UTOS 45 care merge spre stânga, arând un câmp, și a unui mănunchi format din trei spice de grau, dispuse în dreapta tractorului, aliniate rotunjit cu marginea monedei. Aceasta a fost bătută la Monetăria din București în 1960, 1962 și între 1964 - 1966, toate piesele purtând același an, 1960. Tirajul a fost de 87.600.000 de exemplare.

### 25 bani 1966

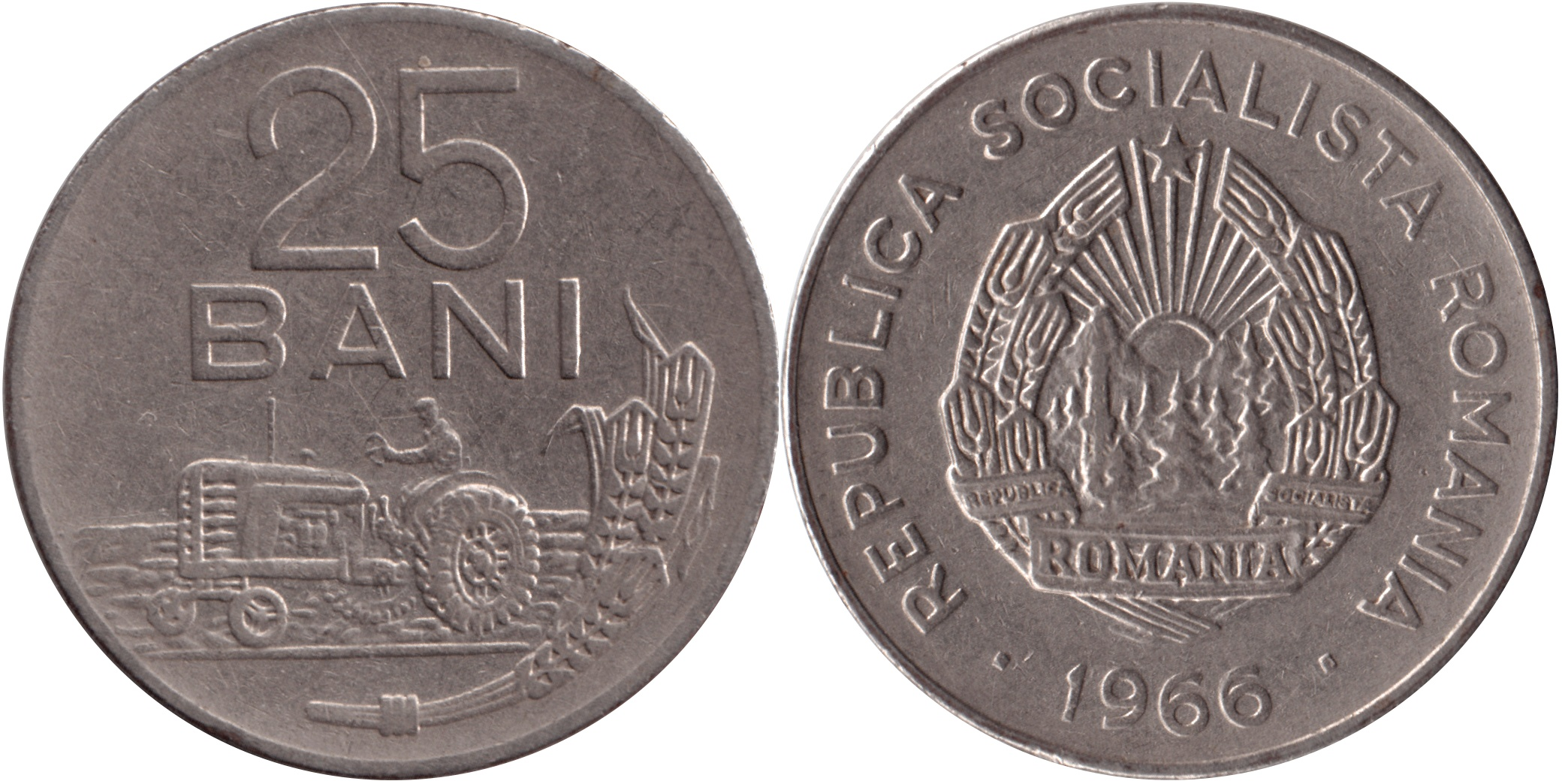
Monedă de 25 de bani din 1966

După proclamarea Republicii Socialiste România la 21 august 1965, autoritățile au inițiat actualizarea simbolurilor statului, inclusiv în domeniul monetar. Astfel, la 23 februarie 1967 a fost introdusă în circulație o nouă serie de monede, care includea piesele de 5, 15 și 25 bani, precum și pe cele de 1 și 3 lei, alături de o bancnotă de 5 lei. Monedele păstrau designul și specificațiile tehnice ale emisiunilor anterioare (1960–1963), diferențele constând în actualizarea stemei și a denumirii oficiale a statului, în conformitate cu prevederile noii Constituții din 1965. De asemenea, toate piesele au fost datate 1966, indiferent de anul efectiv al emisiunii. Moneda de 25 bani a fost emisă între 1966 și 1968, posibil și în anii următori. În total, au fost puse în circulație 18.955.000 de bucăți.

### 25 bani 1982

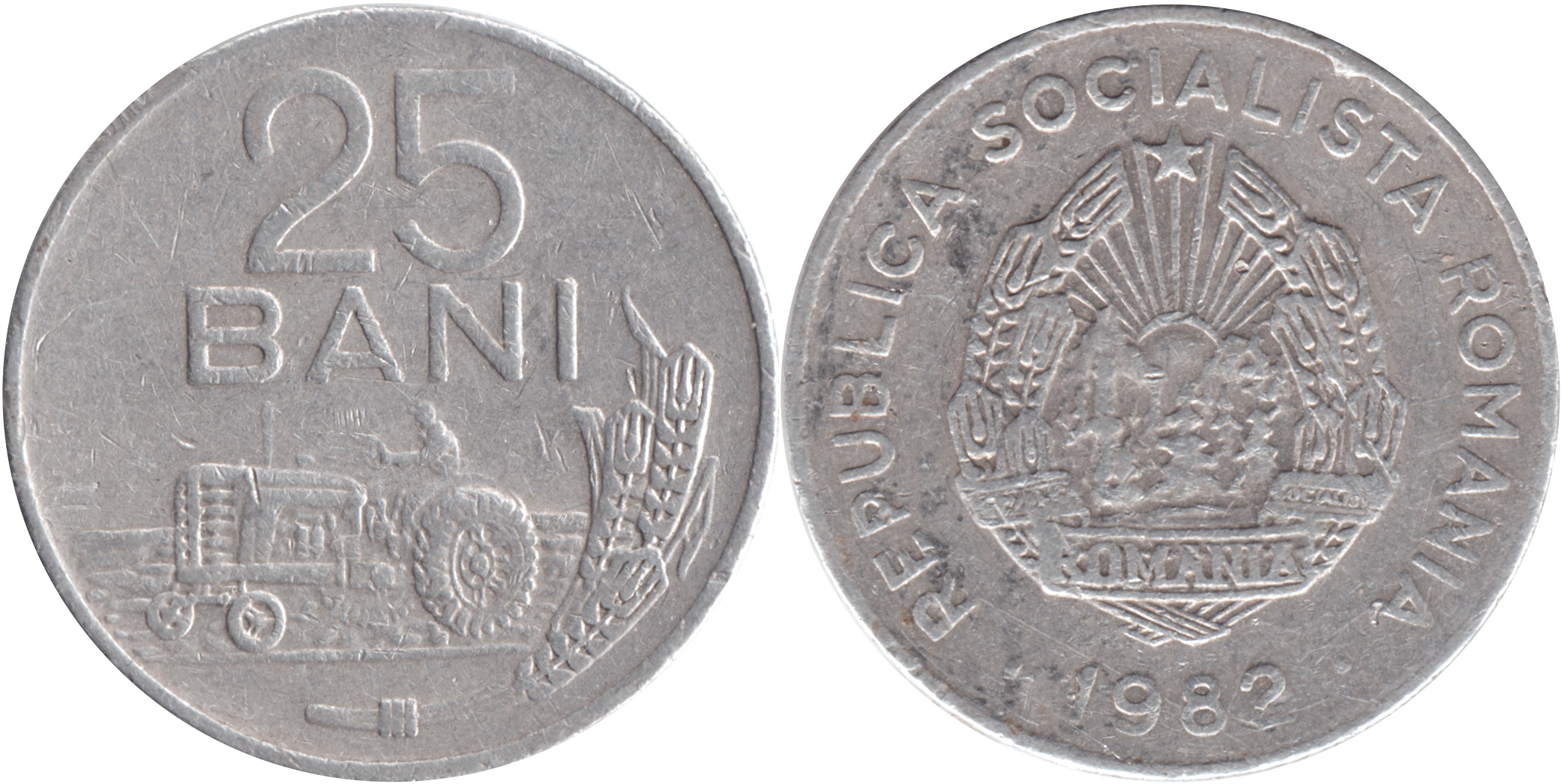
Monedă de 25 de bani din 1982

Ultima emisiune a unei monede de douăzeci și cinci bani a fost în 1982, în urma Decretului 334 din 17 septembrie 1982, și a reprezentat ultima monedă de circulație emisă în timpul regimului comunist. Aceasta avea același design, diametru și grosime ca moneda din 1966, era realizată din aluminiu și cântărea 1.2 g.
Monedele emise între 1952 și 1982 au avut curs legal până la 31 decembrie 1996.